# تومي غيريرو (موسيقي)
تومي غيريرو (بالإنجليزية: Tommy Guerrero)‏ هو موسيقي وكاتب أغاني وعازف قيثارة أمريكي، ولد في 9 سبتمبر 1966 في سان فرانسيسكو في الولايات المتحدة.

## وصلات خارجية
- الموقع الرسمي
- تومي غيريرو على موقع IMDb (الإنجليزية)
- تومي غيريرو على موقع ميوزك برينز (الإنجليزية)
- تومي غيريرو على موقع أول ميوزيك (الإنجليزية)
- تومي غيريرو على موقع ديسكوغز (الإنجليزية)
- تومي غيريرو على موقع قاعدة بيانات الفيلم (الإنجليزية)